# Mihail Borisovič Anaškin
Mihail Borisovič Anaškin (rusko Михаил Борисович Анашкин), sovjetski general, * 1901, † 1951.

## Življenjepis
V vojaški karieri je bil: predavatelj na Vojaški akademiji Frunze (1939-41), načelnik štaba 282. strelske divizije (1941), poveljnik 160. strelske (1941-42) in 159. strelske divizije (1942-43) ter 61. gardne strelske divizije (1943). Pozneje je bil korpusni poveljnik: 19. strelski (1943), 29. gardni strelski (1943), 33. strelski (1943), 64. strelski (1943-44) in 129. strelski korpus (1944-46).